# Ejal Golasa
Ejal Golasa (hebr. אייל גולסה, ur. 7 października 1991 w Netanji) – izraelski piłkarz grający na pozycji ofensywnego pomocnika. Od 2016 roku jest zawodnikiem klubu Maccabi Tel Awiw.

## Kariera klubowa
Karierę piłkarską Golasa rozpoczął w klubie Beitar Nes Tubruk. Następnie w 2008 roku przeszedł do Maccabi Hajfa. Po grze w drużynie juniorów w 2008 roku trafił do kadry pierwszego zespołu Maccabi. W lidze izraelskiej swój debiut zaliczył 21 września 2008 w wygranym 1:0 domowym spotkaniu z Bene Jehuda Tel Awiw. Z kolei 29 listopada tamtego roku w wygranym 3:1 meczu z FC Aszdod strzelił swojego pierwszego gola w rozgrywkach ligowych. W 2009 roku wywalczył z Maccabi mistrzostwo Izraela, a w 2010 roku został z tym klubem wicemistrzem kraju. Od czasu debiutu był podstawowym zawodnikiem zespołu Maccabi. W sezonie 2010/2011 został mistrzem kraju, a w sezonie 2012/2013 - wicemistrzem.
Latem 2014 Golasa przeszedł do PAOK FC. Zadebiutował w nim 28 września 2014 w wygranym 4:0 domowym meczu z OFI Kreta. W PAOK spędził dwa lata.
W 2016 roku Golasa wrócił do Izraela i został zawodnikiem Maccabi Tel Awiw. Zadebiutował w nim 21 sierpnia 2016 w zwycięskim 3:1 domowym meczu z Hapoelem Kefar Sawa.
| Sezon   | Klub             | Kraj   | Rozgrywki          | Mecze | Bramki |
| ------- | ---------------- | ------ | ------------------ | ----- | ------ |
| 2008/09 | Maccabi Hajfa    | Izrael | Ligat ha’Al        | 27    | 1      |
| 2009/10 | Maccabi Hajfa    | Izrael | Ligat ha’Al        | 16    | 5      |
| 2010/11 | Maccabi Hajfa    | Izrael | Ligat ha’Al        | 26    | 2      |
| 2011/12 | Maccabi Hajfa    | Izrael | Ligat ha’Al        | 24    | 3      |
| 2012/13 | Maccabi Hajfa    | Izrael | Ligat ha’Al        | 30    | 2      |
| 2013/14 | Maccabi Hajfa    | Izrael | Ligat ha’Al        | 5     | 0      |
| 2014/15 | PAOK FC          | Grecja | Superleague Ellada | 24    | 0      |
| 2015/16 | PAOK FC          | Grecja | Superleague Ellada | 11    | 0      |
| 2016/17 | Maccabi Tel Awiw | Izrael | Ligat ha’Al        |       |        |

## Kariera reprezentacyjna
W swojej karierze Golasa grał w młodzieżowych reprezentacjach Izraela: U-17, U-18, U-19 i U-21. W dorosłej reprezentacji zadebiutował 2 września 2010 w wygranym 3:1 meczu eliminacji do Euro 2012 z Maltą.
| Mecze i gole w reprezentacji | Mecze i gole w reprezentacji | Mecze i gole w reprezentacji | Mecze i gole w reprezentacji | Mecze i gole w reprezentacji | Mecze i gole w reprezentacji | Mecze i gole w reprezentacji |
| #                            | Data                         | Stadion                      | Rywal                        | Wynik                        | Gol                          | Rozgrywki                    |
| 2010                         | 2010                         | 2010                         | 2010                         | 2010                         | 2010                         | 2010                         |
| ---------------------------- | ---------------------------- | ---------------------------- | ---------------------------- | ---------------------------- | ---------------------------- | ---------------------------- |
| 1.                           | 02.09.2010                   | Ramat Gan, Izrael            | Malta                        | 3:1                          | 0                            | el. Euro 2012                |
| 2.                           | 09.10.2010                   | Ramat Gan, Izrael            | Chorwacja                    | 1:2                          | 0                            | el. Euro 2012                |
| 3.                           | 12.10.2010                   | Pireus, Grecja               | Grecja                       | 1:2                          | 0                            | el. Euro 2012                |
| 2011                         |                              |                              |                              |                              |                              |                              |
| 4.                           | 09.02.2011                   | Tel Awiw, Izrael             | Serbia                       | 0:2                          | 0                            | towarzyski                   |
| 5.                           | 04.06.2011                   | Ryga, Łotwa                  | Łotwa                        | 2:1                          | 0                            | el. Euro 2012                |
| 6.                           | 06.09.2011                   | Zagrzeb, Chorwacja           | Chorwacja                    | 1:3                          | 0                            | el. Euro 2012                |
| 7.                           | 11.10.2011                   | Attard, Malta                | Malta                        | 2:0                          | 0                            | el. Euro 2012                |